# NGC 6479
NGC 6479 este o galaxie spirală situată în constelația Dragonul. A fost descoperită în 20 aprilie 1885 de către Lewis A. Swift.